# Kokornak

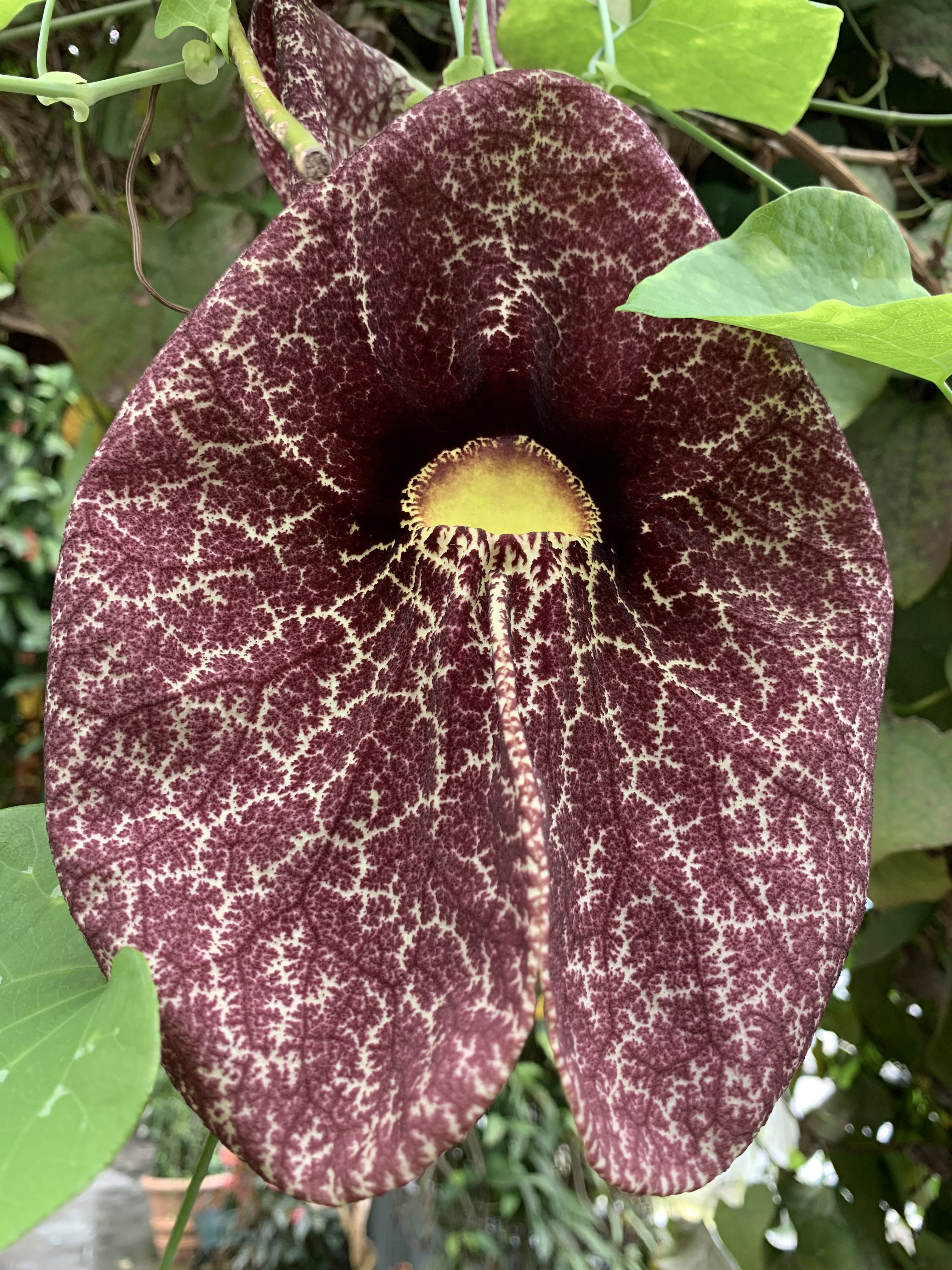
Kwiat Aristolochia gigantea

Kokornak (Aristolochia L.) – rodzaj roślin z rodziny kokornakowatych. Obejmuje ok. 540 gatunków. Występują one w całej strefie międzyzwrotnikowej oraz na dużej części obszarów stref umiarkowanych obu półkul. Centrum zróżnicowania rodzaju jest w tropikach i subtropikach kontynentów amerykańskich. W Europie rośnie 19 gatunków rodzimych. W Polsce dziko występuje  kokornak powojnikowy A. clematitis, aczkolwiek ma niepewny status – uznawany jest za archeofita.
Nazwa rodzaju utworzona została z greckich słów aristos znaczącego „najlepszy” i lochia znaczącego „narodziny”. Wynikało to z podobieństwa kwiatu kokornaku powojnikowego do pozycji płodu w czasie narodzin. Na podstawie nauki o sygnaturach, zgodnie z którą Bóg wskazał rośliny lecznicze poprzez podobieństwa (sygnatury) w ich budowie do organów lub objawów, na które miały działać leczniczo, uznawano że ziele to pomaga w prawidłowym przebiegu porodu. Paradoksalnie ziele to jest abortyfikantem.

## Morfologia

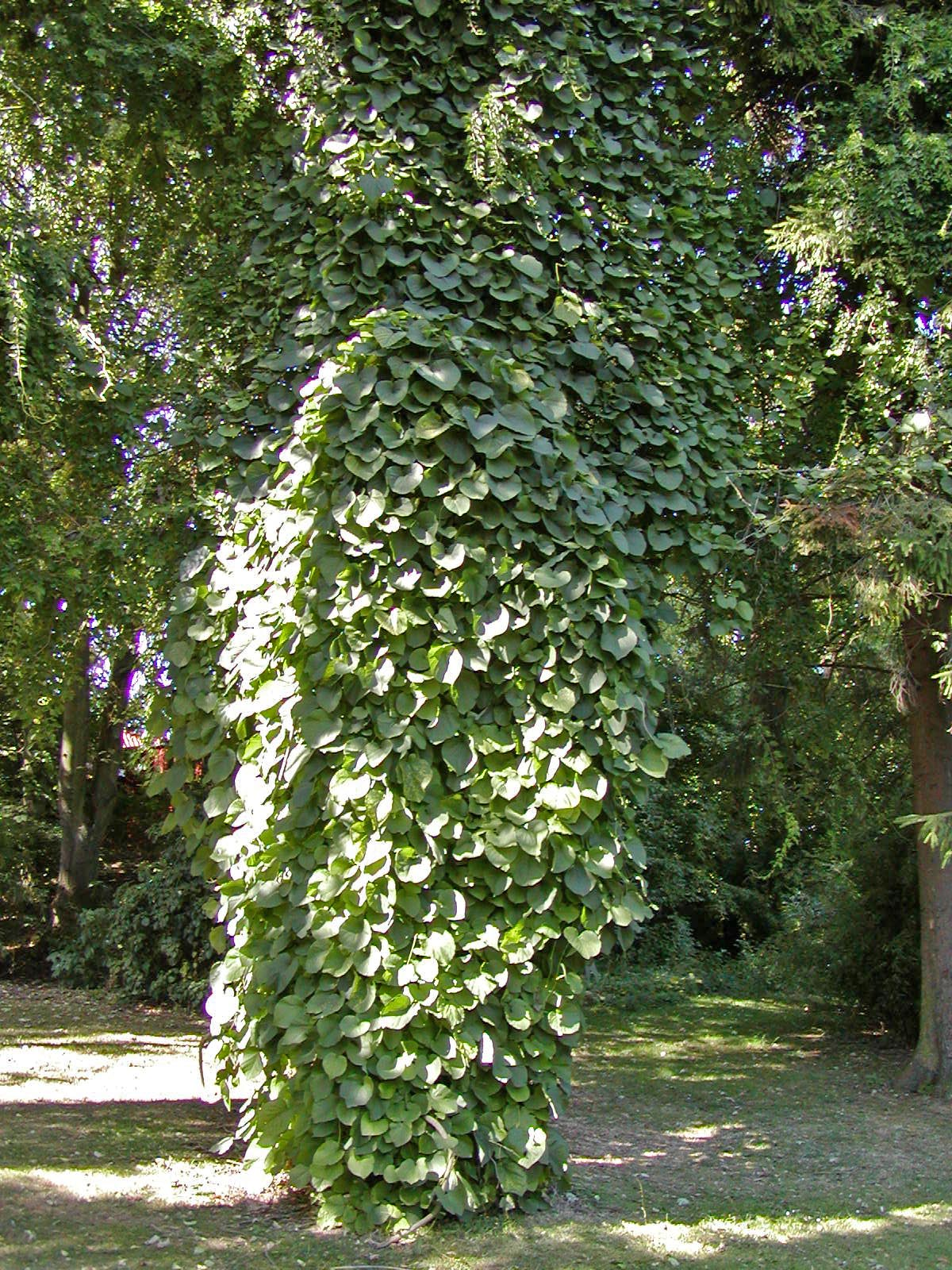
Kokornak wielkolistny

PokrójRośliny zielne, byliny, krzewy i pnącza, rzadko półkrzewy. Pędy drewniejące lub zielne, wijące się, rzadziej prosto wzniesione lub ścielące się, często zielone, ale też czasem o grubej i mocno popękanej warstwie korkowej, nagie lub owłosione. Korzenie często bulwiaste.
LiścieSkrętoległe, wyrastają w dwóch rzędach, co jest dobrze widoczne zwłaszcza na młodych pędach. Liście bez przylistków, ogonkowe, czasem krótko, zimozielone lub sezonowe, zwykle pojedyncze, całobrzegie i sercowate, czasem klapowane, z 3–7 klapami. Użyłkowanie pierzaste lub dłoniaste, w tym drugim przypadku z 3–7 głównymi nerwami biegnącymi od ogonka liściowego.
KwiatyWyrastają z kątów liści na nowych przyrostach lub na starszych, już zdrewniałych odcinkach pędów, pojedynczo lub zebrane w groniaste kwiatostany, wsparte przysadką. Osadzone na szypułkach, czasem długich. Okwiat pojedynczy, zrośnięty w długą i wygiętą rurkę, u wylotu z rozpostartym kołnierzem w postaci talerzyka lub z dwiema albo trzema wargami, rozmaicie, często jaskrawo zabarwionymi. Wielkością kwiaty są zróżnicowane, od niewielkich do osiągających 60 cm długości (A. goldieana). Mniejsze zwykle są wzniesione, a duże kwiaty zwisają.
Kwiaty kokornaku są pułapkowe – wabią i zatrzymują w swoim wnętrzu owady zwiększając szanse na skuteczne zapylenie. Służy temu często obecne rozdęcie nasady rurki okwiatu (zwane „kociołkiem”) oraz różne wyrostki, często gęste i odchylone do tyłu włoski, utrudniające wydostanie się z niego. Wewnątrz samego kociołka znajdują się włoski, którym przypisywana jest rola odżywcza – podtrzymująca schwytane owady przy życiu. U nasady okwiatu znajduje się czasem przejrzyste okienko, ku któremu kierują się uwięzione owady, zamiast do prawdziwego wyjścia.
Pręcików jest 5–6 przylegających do słupka i tworzących prętosłup (gynostemium). Zalążnia jest dolna. Powstaje z 3, 5 lub 6 owocolistków i zwieńczona jest taką samą liczbą szyjek złączonych w jedną kolumnę.
OwoceTorebki, otwierające się zwykle 6 klapami od wierzchołka lub od nasady, rzadziej niepękające. Czasem zalążnia w czasie owocowania rozpada się na poszczególne owocolistki połączone z szypułką wąskim pasmem tkanki i tworzące owoc zbiorowy przypominający kształtem abażur. Nasiona są zaokrąglone i spłaszczone, czasem oskrzydlone.

## Biologia i ekologia
Większość tropikalnych i europejskich gatunków kokornaku zapylanych jest przez drobne muchówki wabione zapachami kwiatów przypominającymi woń padliny i często też zabarwionymi na czerwonobrązowy kolor lub w białawo-czerwone wzory. Owad ma łatwiejszy dostęp do znamion, które zapyla przyniesionym pyłkiem, po czym obsypywany jest pyłkiem z pylników, które dojrzewają później niż znamiona. Włoski utrudniające wydostanie się z wnętrza kwiatu wiotczeją i uwalniają więźnia po dokonaniu zapylenia.
Wszystkie gatunki kokornaku są toksyczne z powodu obecności trującego kwasu arystolochowego. Na liściach różnych gatunków kokornaku żerują gąsienice niektórych motyli (np. Battus philenor), które odkładają zawarty w nich trujący kwas czyniąc się w ten sposób niejadalnymi dla ptaków.

## Systematyka
Pozycja systematyczna według APweb (aktualizowany system APG IV z 2016)
Rodzaj należący do podrodziny Aristolochioideae, rodziny kokornakowatych (Aristolochiaceae Juss), rzędu pieprzowców, kladu magnoliowych w obrębie okrytonasiennych.
Wykaz gatunków

## Znaczenie użytkowe
Liczne gatunki kokornaku wykorzystywane były jako lecznicze, przy czym z powodu dowiedzenia ich trujących właściwości współcześnie są rzadziej tak używane. Jako abortyfikant używany był kokornak powojnikowy A. clematitis, dawniej stosowany też podczas porodów. Podobnie do kontroli urodzeń stosowano A. fimbriata. Ze względu na podobieństwo kłączy A. serpentaria do węży – ziele to stosowano w przypadku ukąszeń. Podobnie wykorzystywano także szereg innych gatunków. Wysuszone i sproszkowane korzenie A. medicinalis wykorzystywali Indianie Kubeo do leczenia padaczki.
Różne gatunki uprawiane są jako ozdobne. W warunkach klimatu umiarkowanego, w Polsce, najbardziej rozpowszechniony w uprawie jest kokornak wielkolistny Aristolochia macrophylla. Do mrozoodpornych należy też rzadziej spotykany kokornak owłosiony A. tomentosa. Wyróżniające się efektownymi, dużymi kwiatami gatunki tropikalne bywają spotykane w szklarniach w kolekcjach ogrodów botanicznych. Jako ozdobny bywa też uprawiany kokornak powojnikowy A. clematitis.